# Trichophthalma dubiosa
Trichophthalma dubiosa är en tvåvingeart som beskrevs av M. Josephine Mackerras 1925. Trichophthalma dubiosa ingår i släktet Trichophthalma och familjen Nemestrinidae. Inga underarter finns listade i Catalogue of Life.